# Gerino Gerini
Gerino Gerini, Rome, 10 août 1928 – Crémone, 17 avril 2013, est un pilote automobile italien.

## Résultats en championnat du monde de Formule 1
| Saison | Écurie                    | Châssis       | Moteur                | Pneus   | GP disputés | Points inscrits | Classement |
| ------ | ------------------------- | ------------- | --------------------- | ------- | ----------- | --------------- | ---------- |
| 1956   | Officine Alfieri Maserati | Maserati 250F | Maserati 250F1 2.5 L6 | Pirelli | 2           | 1,5*            | 25e        |
| 1958   | Scuderia Centro Sud       | Maserati 250F | Maserati 250F1 2.5 L6 | Pirelli | 4           | 0               | non classé |

* : Les 1,5 points ont été obtenus lors du Grand Prix automobile d'Argentine 1956. Gerini partageait alors son volant avec Chico Landi. Les trois points de l'équipage ont été divisés.